# 凝血 (クルアーン)
凝血（ぎょうけつ、アル・アラク、العلق）とは、クルアーンにおける第96番目の章（スーラ）。19の節（アーヤ）から成る。19節はサジダ節。章の名称は第2節に書かれた（神は）凝血から人を作ったという言葉に由来し、冒頭の「誦め（イクラア）」から読唱もしくはイクラアと呼ばれることもある。

## 内容
西暦610年頃、メッカ郊外のヒラーの洞窟で瞑想していたムハンマドの前に天使ガブリエルが現れ、ムハンマドに「誦め」と命じて伝えたアッラーフの言葉が第1節から5節に記されている。そこではアッラーフが人を作り、人に智を与えた事が記されている。この神の啓示を受けた直後、ムハンマドは恐怖にかられて妻であるハディージャの元へと逃げ込んだとされる。ムハンマドは始め、このアッラーフからの啓示を悪霊によるものではないかと考えていたがハディージャの説得によってこれが神の啓示であると納得し、ハディージャがイスラームの最初の信者となったとされている。この初めの啓示からしばらくの間アッラーフからの次なる啓示が行われることはなく、この啓示の中断はファトラと呼ばれている。この初めの啓示を受けた時のムハンマドは40歳であったとされ、この啓示の3年後からムハンマドの預言者としての活動が開始される。一般的にムハンマドの前に現れた天使はガブリエルであるとされているが、ハディースにはただ天使と書かれているのみである。
第4節の従来の解釈ではアッラーフが人に筆記法を授けた事を述べている節であるとされるが、リチャード・ベルは原文で筆を意味する「al-qalam」が文法的に「筆を」とも「筆で」とも解釈できることに着目し、第4節の正しい意味は従来の「筆を教えた」でなく「筆で教えた」でありアッラーフの啓示は文字として授けられたものであるとしている。第6節から第8節では自分は満ち足りていると考える人間の不遜さを警告し、最後に戻ってくるのは結局アッラーフの元であることを示している。
第9節から第19節では信仰の妨害に対する警告が記されている。第10節でムハンマドの祈りを妨害する者は、イスラームを先頭に立って迫害したクライシュ族のアブー・ジャフルであるとされる。第15節から18節ではそのような妨害者がどのような目に合うのかを示し、最後の第19節では妨害の声に耳を傾けずアッラーフへ祈ることを命じている。

## 重要性
この章の第1節から第2節にかけての文は伝統的にアッラーフがムハンマドへと啓示した一番初めの言葉であるとされており、ムハンマドの預言者としての第一声として重要な章であるとされる。ただし、第74章「包る者」の第1節から第2節にかけてが最初の啓示であるとすることもあり、どちらが先かには揺れがある。井筒俊彦は最初の啓示として一般的に支持されているのは第96章であるとしており、イスラーム学者であるテオドール・ネルデケをはじめ第96章が最初の啓示であると類推している研究者は多くいる。（マッカ啓示#一覧も参照）
冒頭に「誦め（イクラア）」とあるように、声に出して読み上げる聖典であるというクルアーンの性質を示唆しているという点でも重要であり、声に出して読み上げることの重要性はクルアーン第87章「至高者」の6節でも繰り返し述べられている。また、アラビア語で「誦め（イクラア、iqra）」という言葉は「クルアーン (Qurʼan) 」の語根である「Q R '」と同様の語根からなっており、聖典の名称である「クルアーン」にも繋がる言葉である。ハディースによればムハンマドはこの「誦め」という神の啓示に対して「私は誦めない」と返答したとされており、ムハンマドが文盲であったことの根拠ともされている。